# Église de Bobastro
L'église mozarabe monolithe de Bobastro [Bubaštrū] (ببشترو en arabe) est une église monolithe située au nord de la province de Malaga en Espagne.

## Histoire
Omar Ben Hafsun s’était réfugié fin du IXe siècle dans cette église lorsqu’il s’est révolté contre l'émir de Cordoue. La conversion de Ben Hafsun au christianisme explique la construction de cette église, probablement durant les premières années du Xe siècle.

## Description
Taillée dans une roche sablonneuse, il reste la structure primitive de l'église à trois nefs séparées par des arcs en fer à cheval, le transept, et un chevet de trois absides. La centrale de plan est également en fer à cheval. Les latérales ont un plan carré.
Parfaitement orientée vers l'Est, elle présente une longueur approximative de 16,5 × 10,30 m. Dans la zone subsistent des restes d'autres constructions appartenant à la population y ayant trouvé refuge.

## Situation
L'accès au site se fait depuis la route qui va d'Álora à Ardales, à 2 km au nord de El Chorro et du côté sud depuis le défilé des Gaitanes. Depuis ce point, une piste goudronnée monte à la colline de Las Mesas de Villaverde, et à moitié chemin se trouve l'accès piétonnier qui rejoint les ruines de Bobastro. 
Au-dessus de la colline on jouit de bonnes vues sur l'environnement et on aperçoit un barrage un peu plus haut, dans lequel l'eau est pompée la nuit pour obtenir de l'électricité durant le jour.